# Rubén Jurado
Rubén Jurado Fernández (Siviglia, 25 aprile 1986) è un calciatore spagnolo, attaccante del Martos.

## Palmarès

### Club

#### Competizioni nazionali
- Supercoppa di Romania: 1

Târgu Mureș: 2015
- Supercoppa di Polonia: 1

Arka Gdynia: 2017
- Coppa di Cipro: 1

AEL Limassol: 2018-2019